# Thermostaat

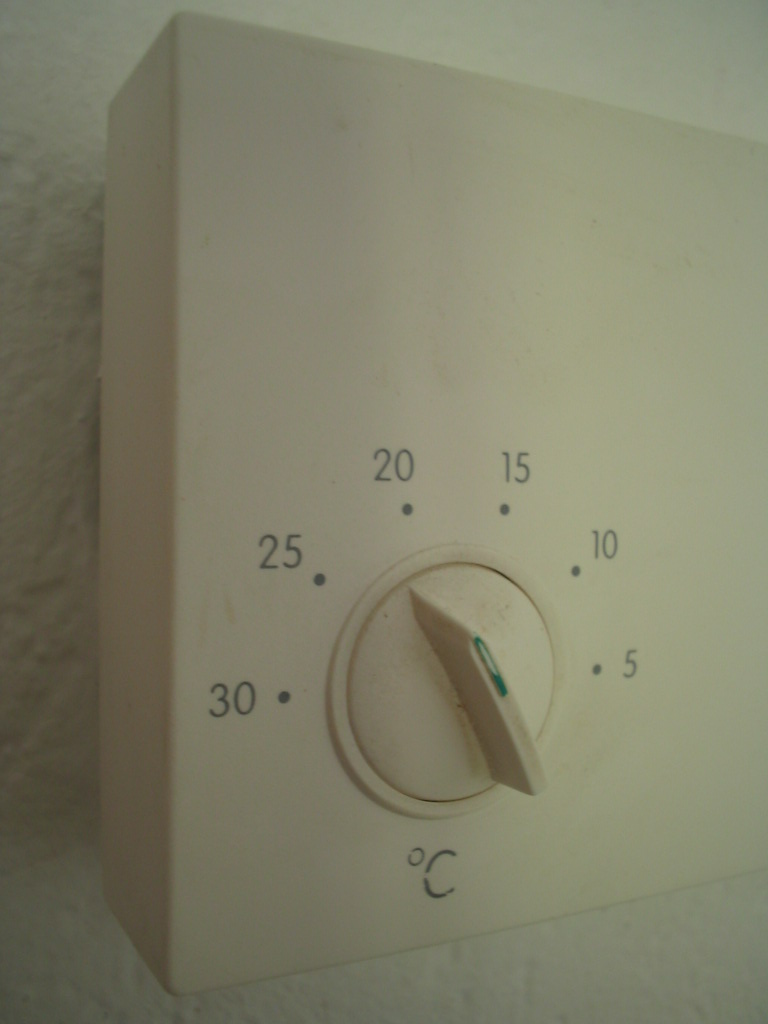
Conventionele thermostaat

Een thermostaat is een schakelaar die schakelt op een vaste of een in te stellen temperatuur.
In het laatste geval is er sprake van een instelbare thermostaat. Deze kan bijvoorbeeld worden gebruikt om een bepaalde temperatuur in een systeem te handhaven door iets aan of uit te schakelen, zoals het regelen van de mate van energie aan- of afvoer. Het hart van eenvoudige thermostaten is een bimetaal; deze bestaat uit twee verbonden metalen reepjes met een verschillende uitzettingscoëfficiënt. Door het verschil in uitzetting trekt het geheel bij temperatuurverandering krom, zodat bij een bepaalde temperatuur een schakelaar omgezet wordt.

## Toepassingen
Thermostaten kennen talloze toepassingen in de industrie maar ook in woningen. Thermostaten worden toegepast in ovens, boilers, koelkasten, koffiezetapparaten, aquaria, koelsysteem van verbrandingsmotoren, elektrische verwarming etc. etc. De meeste mensen kennen de term echter van de toepassing bij de centrale verwarming.

## Geschiedenis
Waarschijnlijk de vroegste geregistreerde voorbeelden van thermostaatregeling werden rond 1620 in Engeland gebouwd door de Nederlandse vernieuwer Cornelis Drebbel (1572-1633). Hij vond een kwikthermostaat uit om de temperatuur van een broedmachine voor kippen te regelen. Dit is een van de eerste geregistreerde apparaten die reageren op feedback.
De moderne thermostaatregeling werd in de jaren 1830 ontwikkeld door Andrew Ure (1778-1857), een Schotse scheikundige, die de bi-metaalthermostaat uitvond. De textielfabrieken van die tijd hadden een constante en gestage temperatuur nodig om optimaal te kunnen werken, dus om dat te bereiken ontwierp Ure de bimetaalthermostaat, die zou buigen als een van de metalen uitzette als reactie op de verhoogde temperatuur en de energietoevoer afsneed.
Warren S. Johnson (1847-1911) uit Wisconsin patenteerde een bimetalen kamerthermostaat in 1883, en vroeg twee jaar later patent aan op het eerste multi-zone thermostatische regelsysteem. Albert Butz (1849-1905) vond de elektrische thermostaat uit en patenteerde hem in 1886.
Een van de eerste industriële toepassingen van de thermostaat was de regeling van de temperatuur in broedmachines voor pluimvee. Charles Hearson, een Brits ingenieur, ontwierp de eerste moderne broedmachine voor eieren, die in 1879 in gebruik werd genomen op pluimveebedrijven. De broedmachines bevatten een nauwkeurige thermostaat om de temperatuur te regelen, zodat de ervaring van het op natuurlijke wijze uitbroeden van een ei nauwkeurig gesimuleerd kon worden.

## Ruimtethermostaat
Met een ruimtethermostaat (vaak 'kamerthermostaat' genoemd) kan een gewenste temperatuur voor een ruimte worden ingesteld. De ruimtethermostaat grijpt in op het (centrale)verwarmingssysteem. De keuze van soort thermostaat is mede bepalend voor het energieverbruik en de daarmee samenhangende stookkosten. Ruimtethermostaten kunnen zijn van verschillend type:
- Conventionele, al dan niet elektronische thermostaat; door middel van een kwikschakelaar of elektronische module wordt gecorrigeerd door de kamertemperatuur te meten en te vergelijken met de ingestelde waarde.
- Klokthermostaat; is voorzien van een tijdmechanisme en/of een andere vorm van detectie om waar te nemen dat de bewoner de ruimte verlaten heeft en zal de ruimte na een ingestelde periode op een lagere temperatuur brengen. De energiebesparing kan 20% tot zelfs 50% bedragen bij toepassing in recreatiewoningen waar de bewoning en het stookgedrag erg variabel is. Dit resulteert in een energiebesparing doordat het niet meer kan gebeuren dat de ketel dagen achter elkaar blijft stoken. Het comfort wordt verhoogd doordat er verwarming beschikbaar is op vooraf ingestelde momenten, men hoeft dus niet meer een koud huis te betreden.

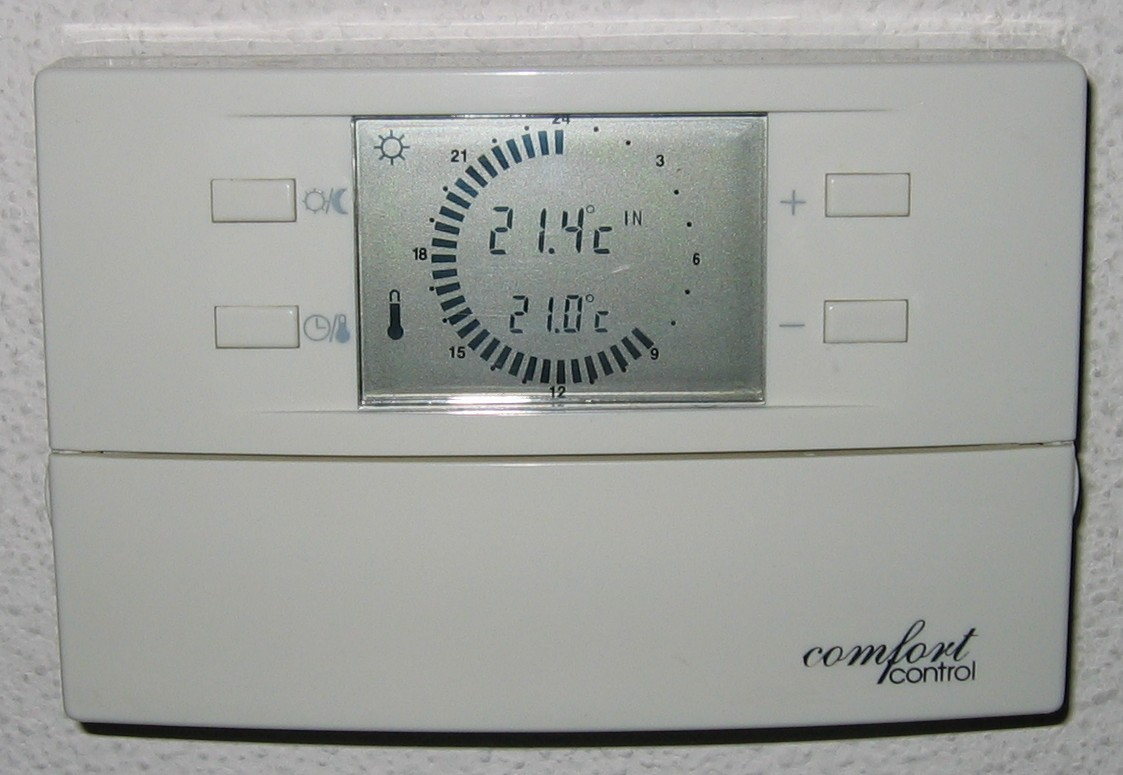
Klokthermostaat

Kwik mag niet meer in schakelelementen gebruikt worden. Het vloeibare metaal is een belasting voor het milieu als het bij demontage, destructie of defect van de thermostaat in het milieu terechtkomt.
In geval dat er gebruik wordt gemaakt van een conventionele, niet-modulerende thermostaat (aan/uit regeling) wordt er bij de betere modellen vaak gebruikgemaakt van een of andere vorm van anticipatie, dat wil zeggen dat de thermostaat uitschakelt voordat de ingestelde temperatuur wordt bereikt. Dit wordt gedaan om al te grote schommelingen in de ruimtetemperatuur door het aan/uit regelgedrag van de thermostaat te voorkomen. Immers het kost tijd om de installatie en de ruimte om op te warmen. De warmteproductie van de verwarmingsinstallatie dient (ruim) voor het bereiken van de gewenste ruimtetemperatuur worden gestopt, gebeurt dit niet dan zal de geaccumuleerde warmte in de installatie de ruimtetemperatuur te hoog laten oplopen. In de klassieke kwikthermostaat werd voor de anticipatie een weerstandje gebruikt dat het inwendige van de thermostaat tijdens het branden van de ketel iets opwarmde. Tegenwoordig kunnen dit soort regel-eigenschappen worden ingebed in een elektronische schakeling. Het effect van de ingeschakelde verwarming op de kamertemperatuur van de afgelopen dagen wordt daartoe in een geheugen bewaard. Wanneer de omgevingsomstandigheden binnenshuis (bijvoorbeeld door open deuren die normaal gesloten zijn) of buitenshuis (door weersveranderingen) drastisch veranderen, zal het enige dagen duren voordat de thermostaat optimaal anticipeert op de warmtebehoefte.

## Ingebouwde thermostaat
Diverse koel- en verwarmingstoestellen zijn voorzien van een ingebouwde thermostaat. Voorbeelden zijn koelkast, airconditioning, aquariumverwarming, broodrooster, oven, gaskachel, strijkijzer.

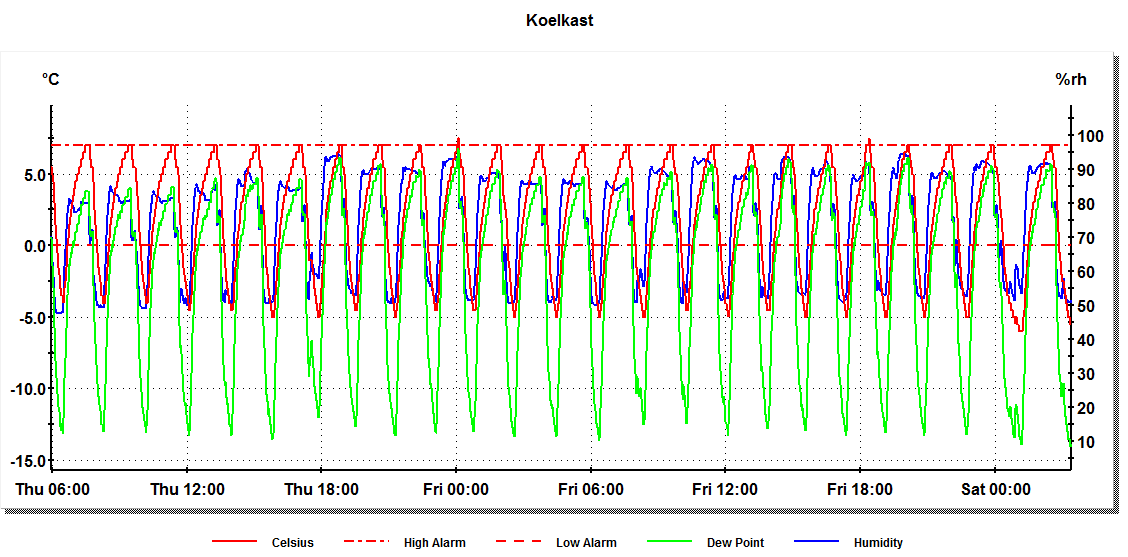
Typische koelkast thermostaatregeling

## Thermostaatkraan
Voor een lokale temperatuurregeling buiten het hoofdvertrek wordt in cv-installaties gebruikgemaakt van thermostaatkranen die bij de radiator worden gemonteerd. Deze kunnen zowel mechanisch als elektronisch zijn uitgevoerd. De doorstroming van water door de radiator wordt groter naarmate de temperatuur lager is dan het instelpunt, en kleiner naarmate de temperatuur stijgt. Uiteraard werken deze kranen alleen goed wanneer warm water in het systeem wordt rondgepompt. Wanneer de thermostaat in het hoofdvertrek de ketel niet doet aanslaan, heeft een thermostaatkraan geen effect. In systemen met een modulerende brander circuleert langduriger warm water dan in systemen met een aan-uit regeling, waardoor thermostaatkranen bij gebruik van een modulerende brander effectiever zijn.
Een recente ontwikkeling is de elektronische thermostaatkraan met ingebouwde klok. Deze kan de temperatuur in het vertrek tijdafhankelijk regelen, waardoor men niet kan vergeten de kraan op een lagere temperatuur in te stellen wanneer men niet in het vertrek hoeft te zijn. Deze kranen kunnen daardoor geld besparen.

## Uitvinder
Als uitvinder van de thermostaat geldt de Nederlander Cornelis Drebbel, die echter ten tijde van zijn uitvinding in 1609 in Engeland woonde. Hij vond de kwikthermostaat uit om eieren uit te broeden bij een constante temperatuur.

## Foto's

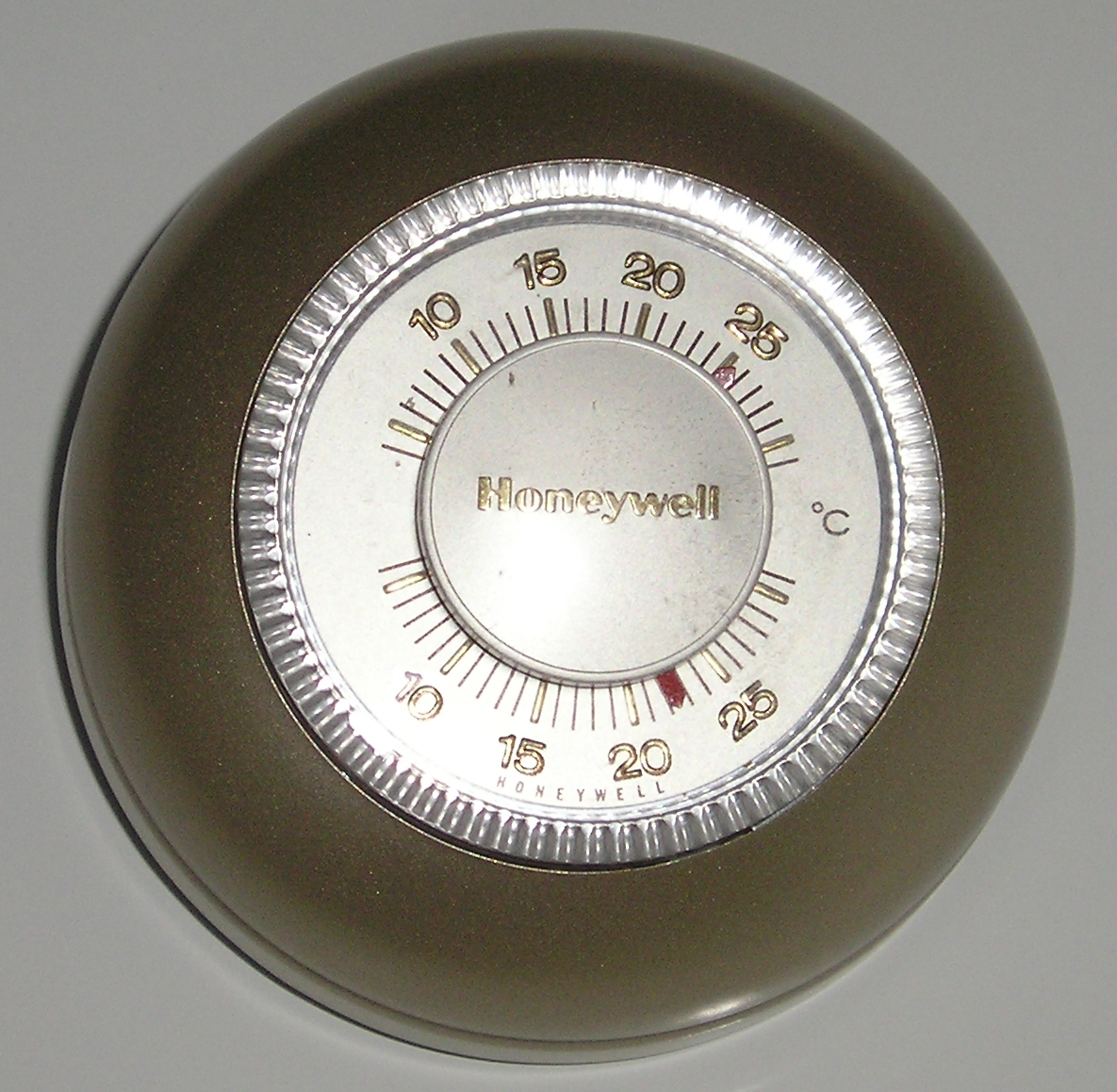
Mechanische thermostaat
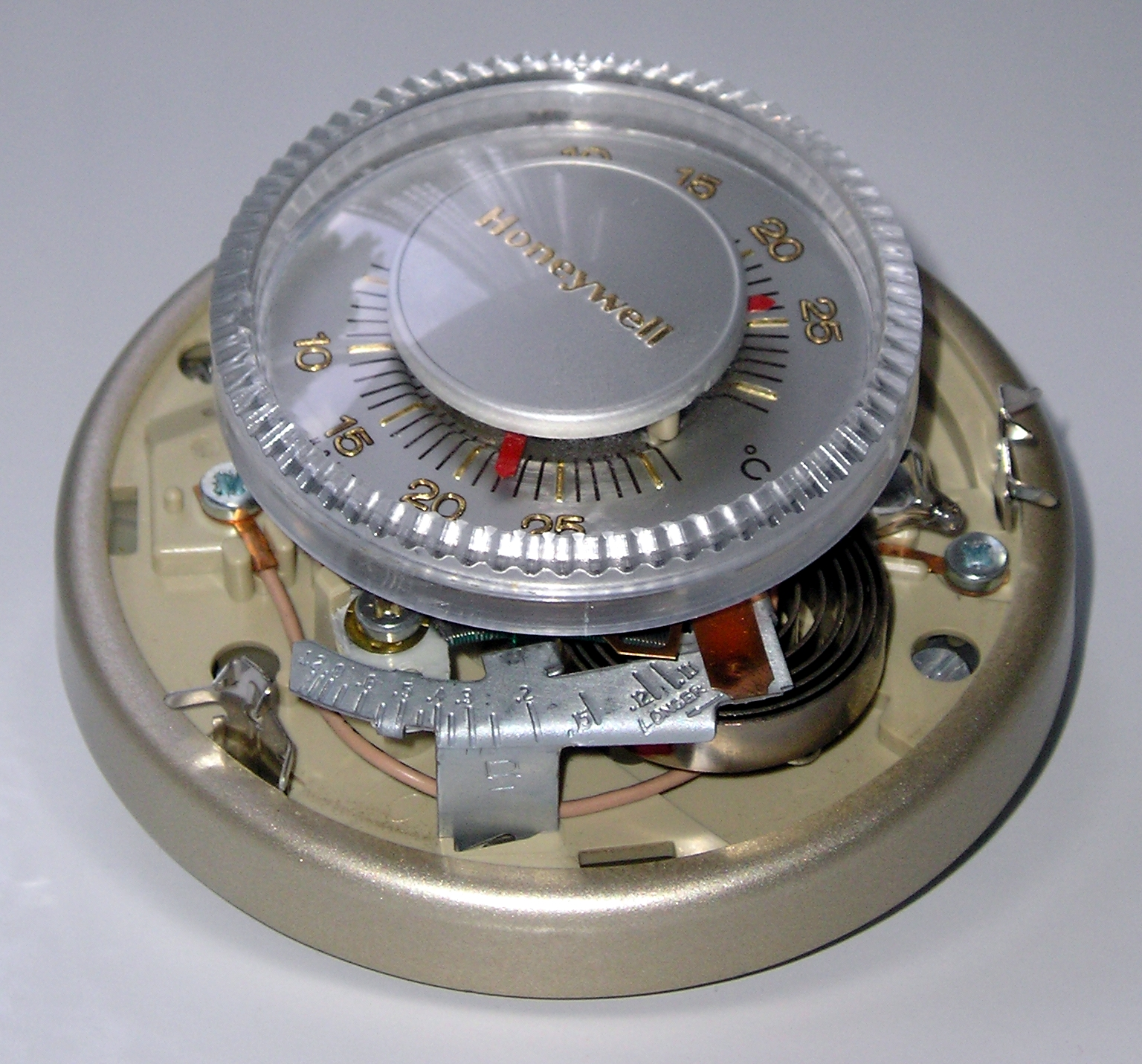
Idem, geopend. Rechts achter het opgerolde bimetaal is het topje van de capsule met kwik te zien, die zorgt voor hysteresis in de regeling